# Collegio uninominale Lombardia 1 - 07 (2017)
Il collegio elettorale uninominale Lombardia 1 - 07 è stato un collegio elettorale uninominale della Repubblica Italiana per l'elezione della Camera tra il 2017 ed il 2022.

## Territorio
Come previsto dalla legge elettorale italiana del 2017, il collegio era stato definito tramite decreto legislativo all'interno della circoscrizione Lombardia 1.
Era formato dal territorio di 8 comuni: Cinisello Balsamo, Cormano, Cusano Milanino, Muggiò, Nova Milanese, Paderno Dugnano, Senago e Varedo.
Il collegio era quindi compreso tra la città metropolitana di Milano e la provincia di Monza e della Brianza.
Il collegio era parte del collegio plurinominale Lombardia 1 - 02.

## Eletti
| Elezione | Elezione | Deputato   | Gruppo parlamentare    |
| -------- | -------- | ---------- | ---------------------- |
|          | 2018     | Jari Colla | Lega - Salvini Premier |

## Dati elettorali

### XVIII legislatura
Come previsto dalla legge elettorale, 232 deputati erano eletti con sistema a maggioranza relativa in altrettanti collegi uninominali a turno unico.
| Candidati              | Candidati              | Voti    | %     | Liste                           | Voti    | %     |
| ---------------------- | ---------------------- | ------- | ----- | ------------------------------- | ------- | ----- |
|                        | Jari Colla ✔️ Eletto   | 54 226  | 39,82 | Lega                            | 30 593  | 22,47 |
| Forza Italia           | Jari Colla ✔️ Eletto   | 54 226  | 39,82 | 18 226                          | 13,38   |       |
| Fratelli d'Italia      | Jari Colla ✔️ Eletto   | 54 226  | 39,82 | 4 311                           | 3,17    |       |
| Noi con l'Italia - UDC | Jari Colla ✔️ Eletto   | 54 226  | 39,82 | 1 096                           | 0,80    |       |
|                        | Daniela Gobbo          | 38 195  | 28,05 | Movimento 5 Stelle              | 38 195  | 28,05 |
|                        | Ezio Casati            | 35 905  | 26,37 | Partito Democratico             | 31 017  | 22,78 |
| +Europa                | Ezio Casati            | 35 905  | 26,37 | 3 677                           | 2,70    |       |
| Italia Europa Insieme  | Ezio Casati            | 35 905  | 26,37 | 775                             | 0,57    |       |
| Civica Popolare        | Ezio Casati            | 35 905  | 26,37 | 436                             | 0,32    |       |
|                        | Rita Parozzi           | 4 241   | 3,11  | Liberi e Uguali                 | 4 241   | 3,11  |
|                        | Lorenzo Corradini      | 1 160   | 0,85  | CasaPound                       | 1 160   | 0,85  |
|                        | Laura Bassanetti       | 1 103   | 0,81  | Potere al Popolo!               | 1 103   | 0,81  |
|                        | Barbara Giacovelli     | 628     | 0,46  | Il Popolo della Famiglia        | 628     | 0,46  |
|                        | Paolo Francesco Bavila | 308     | 0,23  | Per una Sinistra Rivoluzionaria | 308     | 0,23  |
|                        | Stefania Migliuolo     | 281     | 0,21  | 10 Volte Meglio                 | 281     | 0,21  |
|                        | Marco Martinelli       | 132     | 0,10  | PRI - ALA                       | 132     | 0,10  |
| Totale                 | Totale                 | 136 179 | 100   |                                 | 136 179 | 100   |
|                        |                        |         |       |                                 |         |       |
| Voti non validi        | Voti non validi        | 3 751   | 2,68  |                                 |         |       |
| Votanti                | Votanti                | 139 930 | 76,52 |                                 |         |       |
| Elettori               | Elettori               | 182 858 |       |                                 |         |       |